# Ruta Estatal de Nevada 118
La Ruta Estatal de Nevada 118, y abreviada SR 118 (en inglés: Nevada State Route 118) es una carretera estatal estadounidense ubicada en el estado de Nevada. La carretera inicia en el Noroeste desde la  SR 115     en Fallon hacia el Sureste en la  SR 720     en Fallon. La carretera tiene una longitud de 5,6 km (3.480 mi).

## Mantenimiento
Al igual que las autopistas interestatales, y las rutas federales y el resto de carreteras estatales, la Ruta Estatal de Nevada 118 es administrada y mantenida por el Departamento de Transporte de Nevada por sus siglas en inglés Nevada DOT.